# Horjul község
Horjul község (szlovén nyelven Občina Horjul) Szlovénia 212 alapfokú közigazgatási egységének, azaz községének egyike a Közép-Szlovénia statisztikai régióban. Adminisztratív központja Horjul város. A település a történelmi Belső-Krajna része.

## A községhez tartozó települések
A községhez Horjul székhelyen kívül a következő települések tartoznak:
- Koreno nad Horjulom
- Lesno Brdo
- Ljubgojna
- Podolnica
- Samotorica
- Vrzdenec
- Zaklanec
- Žažar

## Népesség
| Lakosok száma | 2826 | 2874 | 2873 | 2893 | 2923 | 2942 | 2976 | 2990 | 3032 | 3014 |
|               | 2008 | 2009 | 2011 | 2012 | 2013 | 2015 | 2016 | 2017 | 2019 | 2020 |